# Magda Seron

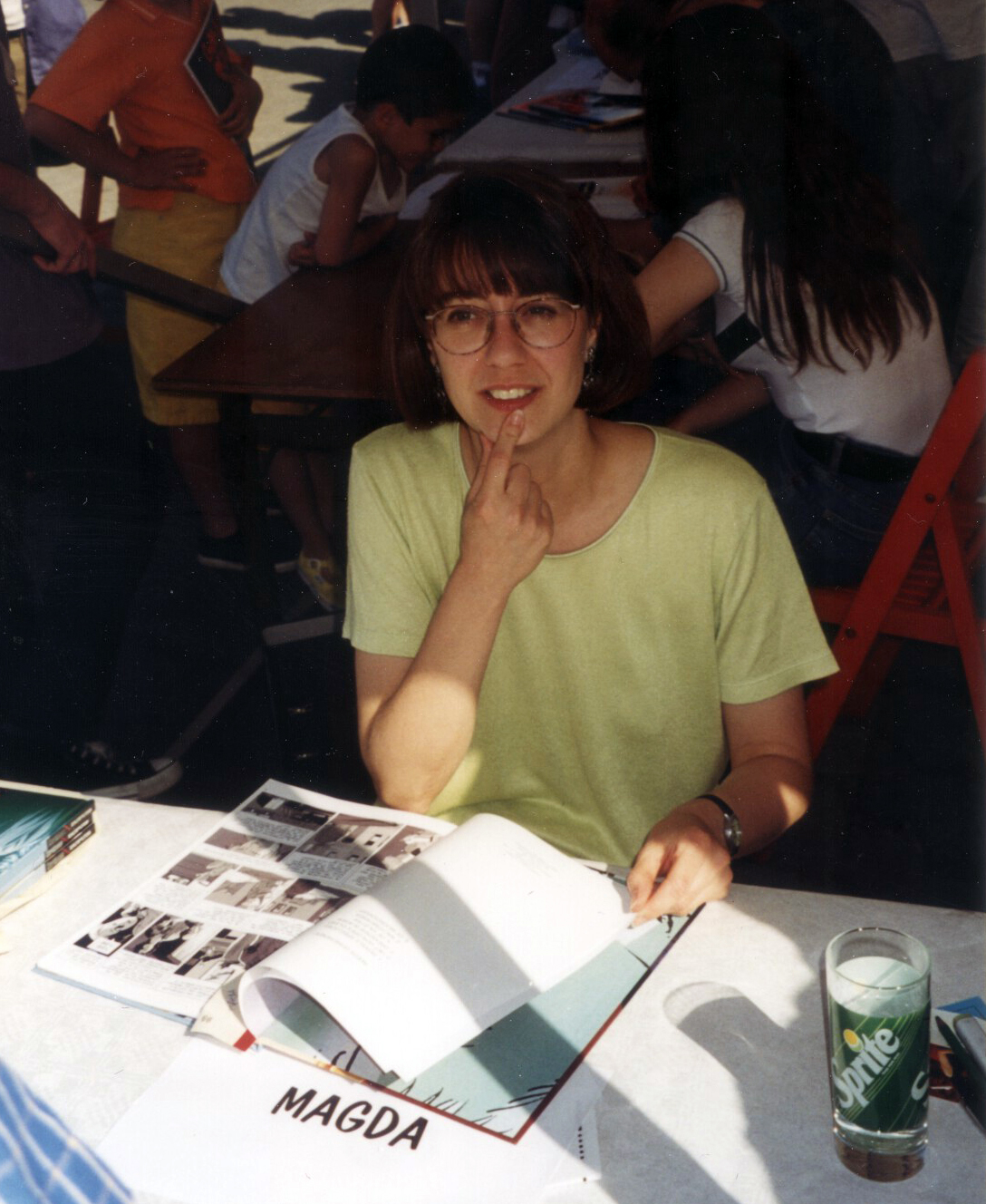
Magda Seron, 1998

Magda Seron, Künstlername Magda (* 28. August 1956 in Brüssel), ist eine belgische Comiczeichnerin.

## Leben und Wirken
Magda Seron wollte in ihrer Jugend Comiczeichnerin werden. Nachdem sie sich mit den verschiedenen Mal- und Zeichentechniken vertraut gemacht hatte, arbeitete sie zunächst in der Werbung. 1977 zog sie nach Namur und trat dem Studio von Edouard Aidans bei. Dort versah sie zunächst Hilfsarbeiten wie Lettering und Tuschearbeiten. Während dieser Zeit zeichnete sie auch mit Tumak ihren ersten Comic, der in der Zeitung Vers l'avenir erschien.
Nachdem sie Chris Lamquet kennengelernt hatte, zeichnete sie nach dessen Text für das Magazin Tremplin eine Geschichte der Serie François Silence. Diese Geschichte um zwei Ökologen war eine Vorstufe für die Serie Gilles Roux et Marie Meuse, die beide Autoren ab 1980 für das Wochenblatt Tintin produzierten. Bemerkenswert an dieser Serie war, dass die beiden Hauptfiguren wie ihre Autoren aussahen. Von 1985 bis 1988 brachte Lombard vier Alben der Serie heraus. 1989 wechselte Magda zu Dupuis. Für diesen Verlag zeichnete Magda mit Charly nach Texten von Denis Lapière ihre bisher erfolgreichste Serie. Bis 2007 entstanden hier 13 albenlange Geschichten. Ein Teil dieser Geschichten wurde zuvor im Magazin Spirou vorabgedruckt. In dieser Serie um den mit paranormalen Kräften ausgestatteten Charly altert die Hauptfigur während des Serienverlaufs. Ist Charly in der ersten Geschichte noch ein kleiner Junge, so ist er im letzten Band fast ein Erwachsener. Die Serie war so erfolgreich, dass ihre ersten Teile 2005 von Cédric Kahn unter dem Titel L’Avion – Das Zauberflugzeug (OT: L’avion) verfilmt wurden.
Im Jahr 2009 kehrte Magda zu Lombard zurück und veröffentlichte dort den One Shot Les petits adieux nach einem Text von Marvano. Anschließend schuf sie zusammen mit Frank Giroud den Dreiteiler Cavale für dessen Serie Secrets. Derzeit arbeitet Magda zusammen mit Stephen Desberg an dessen Serie Sherman.

## Werke
- Tumak (1 Album 1979)
- François Silence (1 albenlange Geschichte ca. 1981 im Magazin "Tremplin": Les sortilèges de Keewatin)
- Gilles Roux et Marie Meuse (4 Alben 1985–1989)
- Charly (13 Alben 1991–2007)
- Les petits adieux (2009)
- Secrets: Cavale (3 Alben 2013–2014)
- Sherman (2 Alben seit 2016)

## Deutsche Veröffentlichungen
Bei Salleck ist im Juli 2013 Band 1 einer Charly-Gesamtausgabe erschienen. Der Band enthält die Originalbände 1 – 4 sowie viele redaktionelle Zusatzseiten.
Bei Kult Comics erschienen im November 2020 die beiden Sherman-Bände als Band 3 einer Integral-Ausgabe.

## Weiterführende Links
- Bericht zur Filmadaption von Charly auf ActuaBD (frz.)
- Interview mit Magda und Marvano zu Les petits Adieux auf ActuaBD (frz.)

| Personendaten    | Personendaten             |
| ---------------- | ------------------------- |
| NAME             | Seron, Magda              |
| ALTERNATIVNAMEN  | Magda (Künstlername)      |
| KURZBESCHREIBUNG | belgische Comiczeichnerin |
| GEBURTSDATUM     | 28. August 1956           |
| GEBURTSORT       | Brüssel                   |